# Saison 1985-1986 de l'AS Saint-Étienne
Chronologie
Saison précédente Saison suivante
Cette page présente la saison 1985-1986 de l'AS Saint-Étienne. Le club évolue en Division 2, et en Coupe de France.

## Résumé de la saison
- Les Verts terminent premier du groupe A de Division 2 et remontent donc en Division 1 la saison prochaine. Ils sont vice-champions de Division 2
- En Coupe de France, le club se fait éliminer dès le 8e tour.
- Le meilleur buteur de la saison est un nouvel arrivant en la personne de Tony Kurbos avec 15 buts toutes compétitions confondues.
- Au niveau des mouvements de joueurs, pas mal de mouvements malgré la seconde place la saison passée.

## Équipe professionnelle

### Transferts
Xavier Bru et Guy Clavelloux sont toujours au club, mais jouent seulement en D3.
| Nom                 | Nationalité | Poste             | Transfert | Provenance/Destination | Division   |
| ------------------- | ----------- | ----------------- | --------- | ---------------------- | ---------- |
| Arrivées            |             |                   |           |                        |            |
| Gilbert Ceccarelli  |             | Gardien           | -         | Formé au club          | -          |
| Jean-Michel Moyroud |             | Défenseur         | Transfert | Villefranche/Saône     | Division 3 |
| Thierry Gros        |             | Défenseur         | -         | Formé au club          | -          |
| Bernard Pardo       |             | Milieu            | Transfert | Brest                  | Division 1 |
| Pierre Haon         |             | Défenseur         | -         | Formé au club          | -          |
| Philippe Redon      |             | Milieu            | Transfert | FC Rouen               | Division 1 |
| Tony Kurbos         |             | Attaquant         | Transfert | FC Metz                | Division 1 |
| Jürgen Milewski     |             | Attaquant         | Transfert | Hambourg SV            | Bundesliga |
| François Makita     |             | Attaquant         | Transfert | Montélimar             | Division 3 |
| Départs             |             |                   |           |                        |            |
| Robert Sab          |             | Milieu de terrain | Transfert | Le Havre AC            | Division 1 |
| Janusz Kupcewicz    |             | Milieu de terrain | Transfert | AEL Larissa            | Division 1 |
| Didier Cangini      |             | Attaquant         | Transfert | Metz                   | Division 1 |
| Daniel Sanchez      |             | Attaquant         | Transfert | AS Cannes              | Division 2 |
| Patrice Chillet     |             | Attaquant         | Transfert | AS Cannes              | Division 2 |
| Carlos Diarte       |             | Attaquant         | Transfert | Club Olimpia           | Division 1 |

### Championnat

#### Matchs allers
| Date       | N o | Adversaire         | Lieu | Résultat | Buteurs pour Saint-Étienne         | Points | Classement |
| ---------- | --- | ------------------ | ---- | -------- | ---------------------------------- | ------ | ---------- |
| 16/07/1985 | J01 | FC Martigues       | Dom. | 2 – 2    | Oleksiak 11e, Daniel 52e           | 1      | 7          |
| 20/07/1985 | J02 | FC Sète            | Ext. | 0 - 1    | Daniel 28e                         | 3      | 2          |
| 26/07/1985 | J03 | Nîmes Olympique    | Dom. | 2 - 0    | Milla 4e, Kurbos 69e               | 5      | 2          |
| 02/08/1985 | J04 | FC Gueugnon        | Ext. | 0 – 0    | -                                  | 6      | 2          |
| 09/08/1985 | J05 | FCAS Grenoble      | Dom. | 2 - 0    | Daniel 53e, Milewski 76e           | 8      | 2          |
| 17/08/1985 | J06 | FC Chaumont        | Ext. | 1 - 0    | -                                  | 8      | 3          |
| 23/08/1985 | J07 | USF Le Puy         | Dom. | 2 - 0    | Makita 24e, Daniel 49e             | 10     | 2          |
| 31/08/1985 | J08 | Olympique lyonnais | Ext. | 2 - 1    | Daniel 33e                         | 10     | 3          |
| 06/09/1985 | J09 | FC Tours           | Dom. | 1 – 1    | Makita 75e                         | 11     | 4          |
| 14/09/1985 | J10 | AS Béziers         | Ext. | 0 – 0    | -                                  | 12     | 3          |
| 20/09/1985 | J11 | Montpellier PSC    | Dom. | 3 - 1    | Milewski 11e, Ferri 48e, Milla 21e | 14     | 3          |
| 28/09/1985 | J12 | Olympique d'Alès   | Ext. | 1 - 3    | Daniel 5e, Milla 36e, Ribar 68e    | 16     | 3          |
| 04/10/1985 | J13 | FC Montceau        | Dom. | 3 - 0    | Bellus 6e, Ribar 52e, Milla 54e    | 18     | 1          |
| 12/10/1985 | J14 | FC Istres          | Ext. | 1 - 2    | Ribar 5e, Ferri 54e                | 20     | 1          |
| 18/10/1985 | J15 | AS Red Star 93     | Dom. | 1 - 0    | Bellus 38e                         | 22     | 1          |
| 26/10/1985 | J16 | AS Cannes          | Ext. | 2 - 1    | Lamon 17e                          | 22     | 1          |
| 02/11/1985 | J17 | CS Thonon          | Ext. | 3 – 3    | Milla 10e, Bellus 17e, Gilles 56e  | 23     | 1          |

#### Matchs retours
| Date       | N o | Adversaire         | Lieu | Résultat | Buteurs pour Saint-Étienne      | Points | Classement |
| ---------- | --- | ------------------ | ---- | -------- | ------------------------------- | ------ | ---------- |
| 08/11/1985 | J18 | FC Sète            | Dom. | 2 - 0    | Ribar 19e, Milla 62e            | 25     | 1          |
| 14/11/1985 | J22 | FC Chaumont        | Dom. | 3 - 1    | Kurbos 39e 71e 80e              | 27     | 1          |
| 22/11/1985 | J19 | Nîmes Olympique    | Ext. | 5 - 1    | Makita 65e                      | 27     | 1          |
| 29/11/1985 | J20 | FC Gueugnon        | Dom. | 1 – 1    | Pardo 16e                       | 28     | 1          |
| 07/12/1985 | J21 | FCAS Grenoble      | Ext. | 0 - 3    | Milla 56e 85e 87e               | 30     | 1          |
| 11/12/1985 | J23 | USF Le Puy         | Ext. | 1 - 3    | Ribar 7e, Daniel 56e, Pardo 76e | 32     | 1          |
| 19/01/1986 | J24 | Olympique lyonnais | Dom. | 1 - 0    | Kurbos 47e                      | 34     | 1          |
| 01/02/1986 | J25 | FC Tours           | Ext. | 0 – 0    | -                               | 35     | 1          |
| 08/02/1986 | J26 | AS Béziers         | Dom. | 1 - 0    | Kurbos 17e                      | 37     | 1          |
| 22/02/1986 | J27 | Montpellier PSC    | Ext. | 2 - 1    | Ribar 87e                       | 37     | 1          |
| 01/03/1986 | J28 | Olympique d'Alès   | Dom. | 0 – 0    | -                               | 38     | 1          |
| 08/03/1986 | J29 | FC Montceau        | Ext. | 1 - 3    | Redon 9e 31e, Ribar 50e         | 40     | 1          |
| 14/03/1986 | J30 | FC Istres          | Dom. | 0 – 0    | -                               | 41     | 1          |
| 22/03/1986 | J31 | AS Red Star 93     | Ext. | 0 – 0    | -                               | 42     | 1          |
| 28/03/1986 | J32 | AS Cannes          | Dom. | 1 - 0    | Kurbos 75e                      | 44     | 1          |
| 09/04/1986 | J33 | CS Thonon          | Dom. | 0 - 1    | -                               | 44     | 1          |
| 12/04/1986 | J34 | FC Martigues       | Ext. | 2 - 3    | Kurbos 55e 60e 90e              | 46     | 1          |

### Classement Groupe A
| Place | Club               | Points | Joués | Victoires | Nuls | Défaites | Buts pour | Buts contre | Différence |
| ----- | ------------------ | ------ | ----- | --------- | ---- | -------- | --------- | ----------- | ---------- |
| 1     | AS Saint-Étienne   | 46     | 34    | 18        | 10   | 6        | 50        | 29          | +21        |
| 2     | Olympique d'Alès   | 41     | 34    | 16        | 9    | 9        | 33        | 22          | +11        |
| 3     | Olympique lyonnais | 40     | 34    | 14        | 12   | 8        | 47        | 31          | +16        |
| 4     | FC Sète            | 40     | 34    | 15        | 10   | 9        | 33        | 28          | +5         |
| 5     | Montpellier PSC    | 39     | 34    | 15        | 9    | 10       | 61        | 49          | +12        |
| 6     | Nîmes Olympique    | 38     | 34    | 14        | 10   | 10       | 61        | 35          | +26        |
| 7     | USF Le Puy         | 35     | 34    | 14        | 7    | 13       | 52        | 41          | +11        |
| 8     | AS Béziers         | 35     | 34    | 13        | 9    | 12       | 43        | 38          | +5         |
| 9     | FC Tours           | 35     | 34    | 11        | 13   | 10       | 41        | 39          | +2         |
| 10    | FC Gueugnon        | 33     | 34    | 12        | 9    | 13       | 32        | 39          | -7         |
| 11    | FC Martigues       | 32     | 34    | 11        | 10   | 13       | 35        | 45          | -10        |
| 12    | AS Cannes          | 31     | 34    | 8         | 15   | 11       | 35        | 41          | -6         |
| 13    | CS Thonon          | 31     | 34    | 9         | 13   | 12       | 26        | 35          | -9         |
| 14    | FC Montceau        | 30     | 34    | 13        | 4    | 17       | 39        | 44          | -5         |
| 15    | FC Istres          | 30     | 34    | 8         | 14   | 12       | 39        | 47          | -8         |
| 16    | AS Red Star 93     | 30     | 34    | 8         | 14   | 12       | 30        | 42          | -12        |
| 17    | FC Chaumont        | 26     | 34    | 9         | 8    | 17       | 35        | 56          | -21        |
| 18    | FCAS Grenoble      | 20     | 34    | 5         | 10   | 19       | 33        | 64          | -31        |

 Victoire à 2 points

### Match pour le titre de champion de D2
| Date       | N o | Adversaire | Lieu                                   | Résultat | Buteurs pour Saint-Étienne | Suite         |
| ---------- | --- | ---------- | -------------------------------------- | -------- | -------------------------- | ------------- |
| 19/04/1986 | M1  | RC Paris   | Stade Yves-du-Manoir, Colombes         | 3 - 2    | Milla 21e , Kurbos 33e     | -             |
| 26/04/1986 | M2  | RC Paris   | Stade Geoffroy-Guichard, Saint-Étienne | 1 – 1    | Milla 50e                  | Vice-Champion |

### Coupe de France

#### Tableau récapitulatif des matchs
| Date       | N o     | Adversaire    | Lieu                                   | Résultat | Buteurs pour Saint-Étienne                  | Suite                     |
| ---------- | ------- | ------------- | -------------------------------------- | -------- | ------------------------------------------- | ------------------------- |
| 15/12/1985 | 7e tour | EDS Montluçon | Stade Geoffroy-Guichard, Saint-Étienne | 9 - 1    | Makita , Kurbos , Daniel , Ribar , Peycelon | Qualifiés pour le 8e tour |
| 05/01/1986 | 8e tour | AS Tarentaise | Stade Joseph-Bardassier, Moûtiers      | 1 - 0    | -                                           | Éliminés                  |

### Statistiques

#### Équipe-type
| \| Castaneda Primard (Oleksiak) Gilles E.Clavelloux Ferri Daniel (Gros) Peycelon (Pardo) Ribar Milla Kurbos Bellus \| Équipe-type de la saison 1985-1986 |
| Castaneda Primard (Oleksiak) Gilles E.Clavelloux Ferri Daniel (Gros) Peycelon (Pardo) Ribar Milla Kurbos Bellus                                          |

#### Buteurs
| Place | Nom                  | Division 2 | Coupe de France | Matchs Champion D2 | TOTAL des BUTS |
| 1     | Tony Kurbos          | 10 buts    | 4 buts          | 1 but              | 15 buts        |
| 2     | Roger Milla          | 9 buts     | -               | 2 buts             | 11 buts        |
| 3     | Jean-Luc Ribar       | 7 buts     | 1 but           | -                  | 8 buts         |
| 3     | Jean-François Daniel | 7 buts     | 1 but           | -                  | 8 buts         |
| 5     | Daniel Sanchez       | 3 buts     | 1 but           | -                  | 4 buts         |
| 6     | Eric Bellus          | 3 buts     | -               | -                  | 3 buts         |
| 7     | Patrice Ferri        | 2 buts     | -               | -                  | 2 buts         |
| 7     | Bernard Pardo        | 2 buts     | -               | -                  | 2 buts         |
| 7     | Philippe Redon       | 2 buts     | -               | -                  | 2 buts         |
| 7     | Jürgen Milewski      | 2 buts     | -               | -                  | 2 buts         |
| 7     | Gilles Peycelon      | -          | 2 buts          | -                  | 2 buts         |
| 12    | Didier Gilles        | 1 but      | -               | -                  | 1 but          |
| 12    | Thierry Oleksiak     | 1 but      | -               | -                  | 1 but          |
| 12    | Edouard Lamon        | 1 but      | -               | -                  | 1 but          |
| #     | contre son camp      | -          | -               | -                  | -              |
| Total | 14 buteurs           | 50 buts    | 9 buts          | 3 buts             | 62 buts        |

Date de mise à jour : le 15 octobre 2015.

#### Affluences
309 043 spectateurs ont assisté à une rencontre au stade cette saison, soit une moyenne de 17 169 par match.
18 rencontres ont eu lieu à Geoffroy-Guichard durant la saison.
Affluence de l'AS Saint-Étienne à domicile

### Équipe de France
Avec la saison du club en Division 2, aucun joueur stéphanois n'a été sélectionné en Équipe de France.